# Fran Allison
Fran Allison (20 de noviembre de 1907 – 13 de junio de 1989) fue una actriz y presentadora radiotelevisiva, además de cantante, de nacionalidad estadounidense. Es sobre todo conocida por su papel protagonista en el programa de marionetas de la cadena televisiva NBC Kukla, Fran and Ollie, emitida entre 1947 y 1957, ocasionalmente repuesto hasta mediada la década de 1980. El trío también presentó The CBS Children's Film Festival entre 1967 y 1977.

## Biografía
Nacida en La Porte City, Iowa, en 1927 se graduó en el Coe College y fue profesora antes de empezar su carrera radiofónica en la WMT (AM) de Cedar Rapids (Iowa). En 1937 se mudó a Chicago, Illinois, donde fue contratada como cantante y presentadora en la emisora de radio NBC Blue Network. A partir de ese mismo año actuó con regularidad en Don McNeill's Breakfast Club, un popular show radiofónico de la NBC en Chicago, en el cual a lo largo de 25 años fue la "Tía Fanny". Este personaje también apareció en la serie televisiva de la ABC Ozark Jubilee a finales de la década de 1950.
En 1947, el director de la emisora televisiva WBBM-TV de Chicago pidió a Burr Tillstrom que organizara un programa infantil de marionetas, y él habló con Allison, a la que había conocido durante una gira para conseguir bonos de guerra durante la Segunda Guerra Mundial, para que se sumara al show. Ella era la única persona en carne y hueso que participaba en el programa, haciendo el papel de gran hermana y de la jovial voz de la razón de los títeres, que fueron conocidos como los Kuklapolitan Players. 
Su carrera televisiva continuó tras finalizar el período inicial de Kukla, Fran and Ollie, y a finales de la década de 1950 presentó The Fran Allison Show, un programa con un panel de discusión emitido en Chicago. También intervino en especiales musicales televisivos como Many Moons (1954), Pinocchio (con Mickey Rooney, 1957), Damn Yankees (1967) y Miss Pickerell (1972). En los años ochenta Allison presentó Prime Time, un show para jubilados en la KCAL-TV de Los Ángeles, California.
En sus últimos años Allison vivió en Van Nuys, un distrito de Los Ángeles. Falleció a causa de un síndrome mielodisplásico en 1989 en Sherman Oaks, Los Ángeles. Tenía 81 años de edad. Fue enterrada en el Cementerio Mount Calvary de Cedar Rapids (Iowa).
Por su contribución a la industria televisiva, a Allison se le concedió una estrella en el Paseo de la Fama de Hollywood, en el 6757 de Hollywood Boulevard. Además, en 2002 entró a formar parte del Silver Circle de la Academia de Televisión de Chicago.